# Nimzowitschs försvar
Ej att förväxla med den populärare schacköppningen Nimzoindiskt försvar.
Den här artikeln använder algebraisk schacknotation för att beskriva schackdragen.
Nimzowitschs försvar är en schacköppning som definieras av dragen:
1. e4 Sc6
Öppningen är uppkallad efter Aaron Nimzowitsch som använde den i ett parti 1907. Den är ovanlig och leder ofta via dragomkastning till andra öppningar. Efter vits vanligaste svar 2.Sf3 har svart inget bättre än 2...e5 (även om 2...d6 också spelas ibland) vilket leder till något av de öppna spelen. Och 2.d4 e5 3.Sf3 leder till skotskt parti. En egen Nimzowitschvariant är 2.d4 d5 3.e5 Lf5.